# Jarry (Metro Montreal)

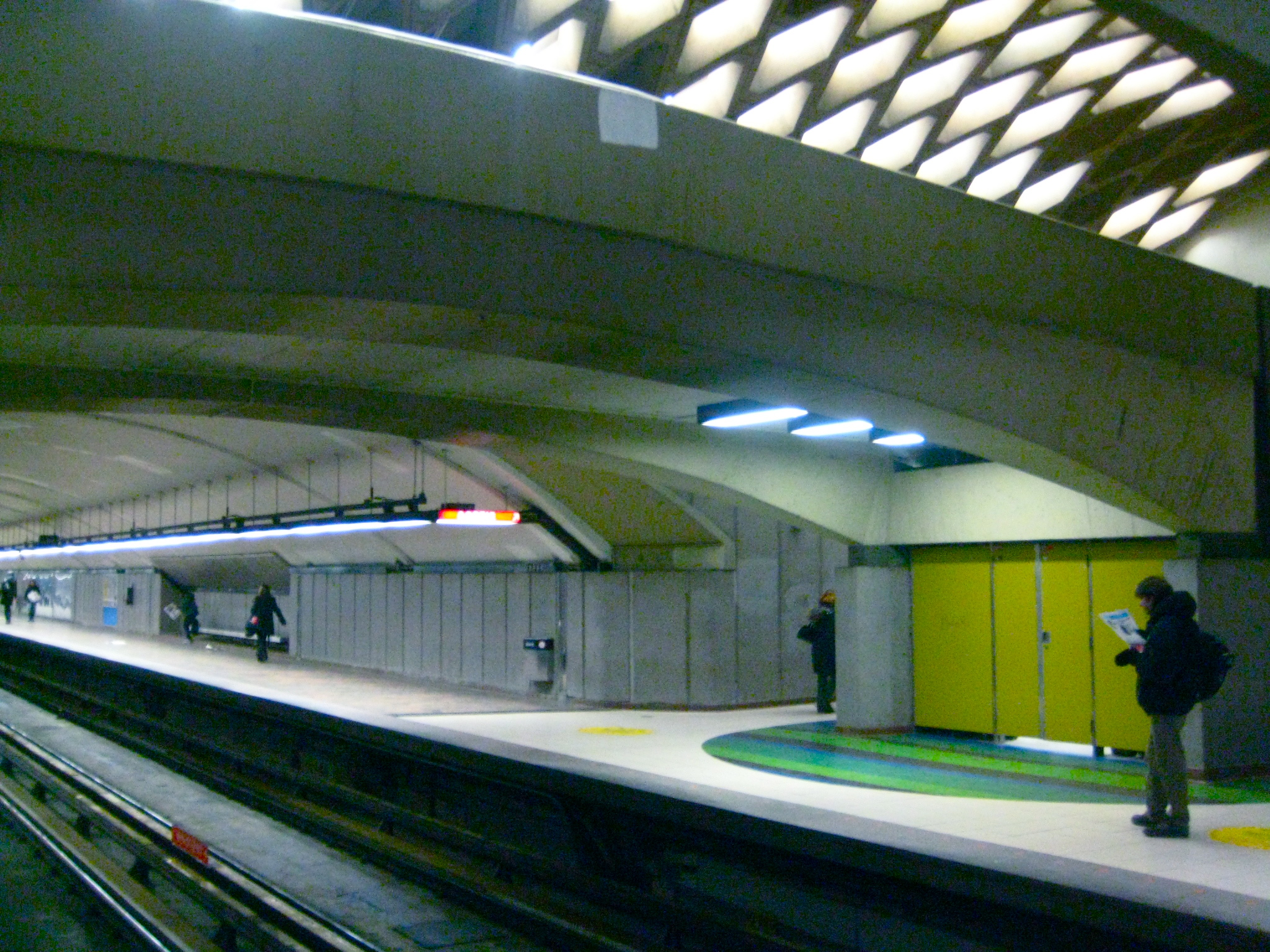
Blick auf einen der Bahnsteige

Jarry ist eine U-Bahn-Station in Montreal. Sie befindet sich im Arrondissement Villeray–Saint-Michel–Parc-Extension an der Kreuzung von Rue Jarry und Rue Berri. Hier verkehren Züge der orangen Linie 2. Im Jahr 2019 nutzten 3.320.365 Fahrgäste die Station, was dem 35. Rang unter den insgesamt 68 Stationen der Metro Montreal entspricht.

## Bauwerk

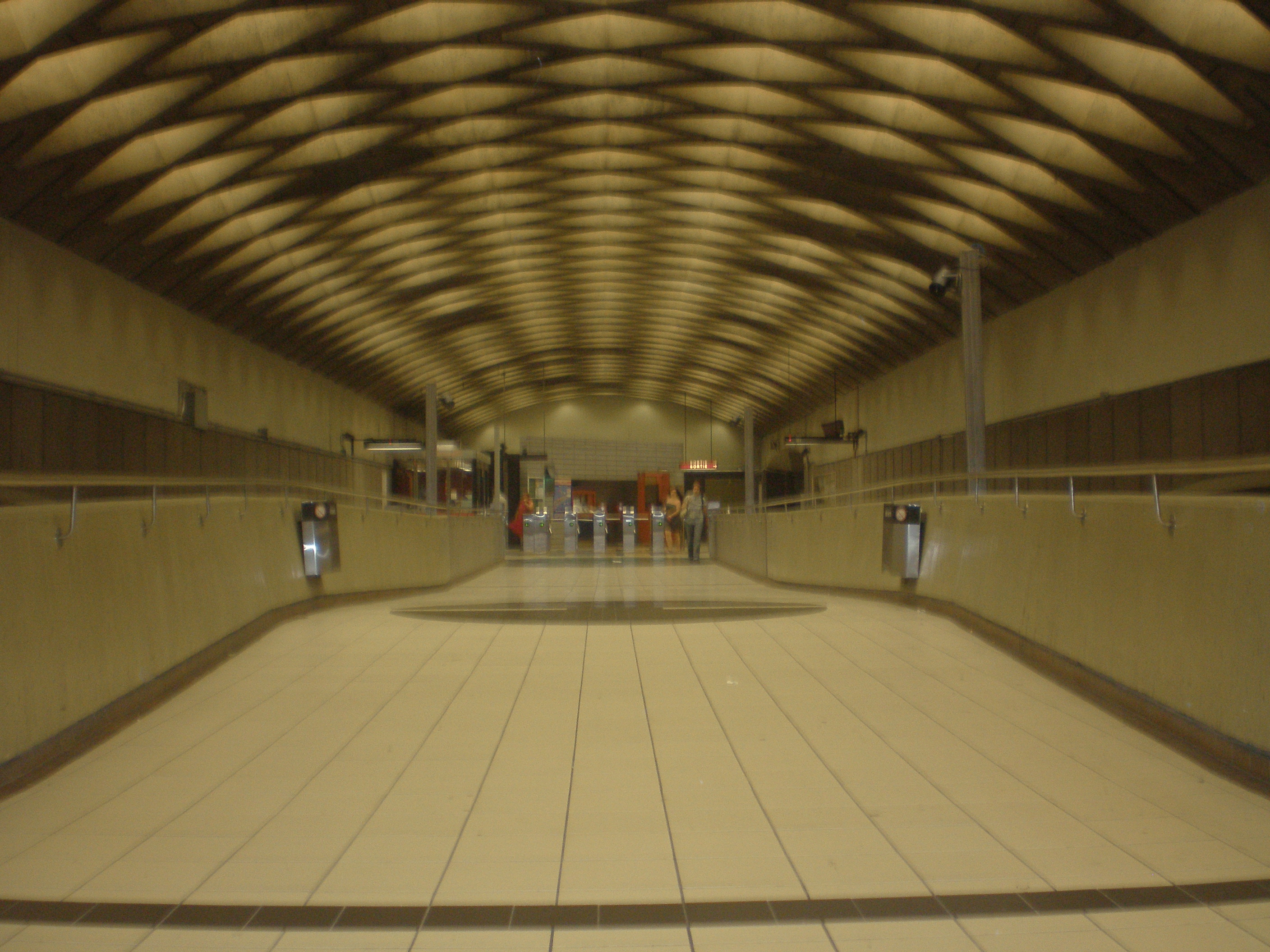
Zugangstunnel

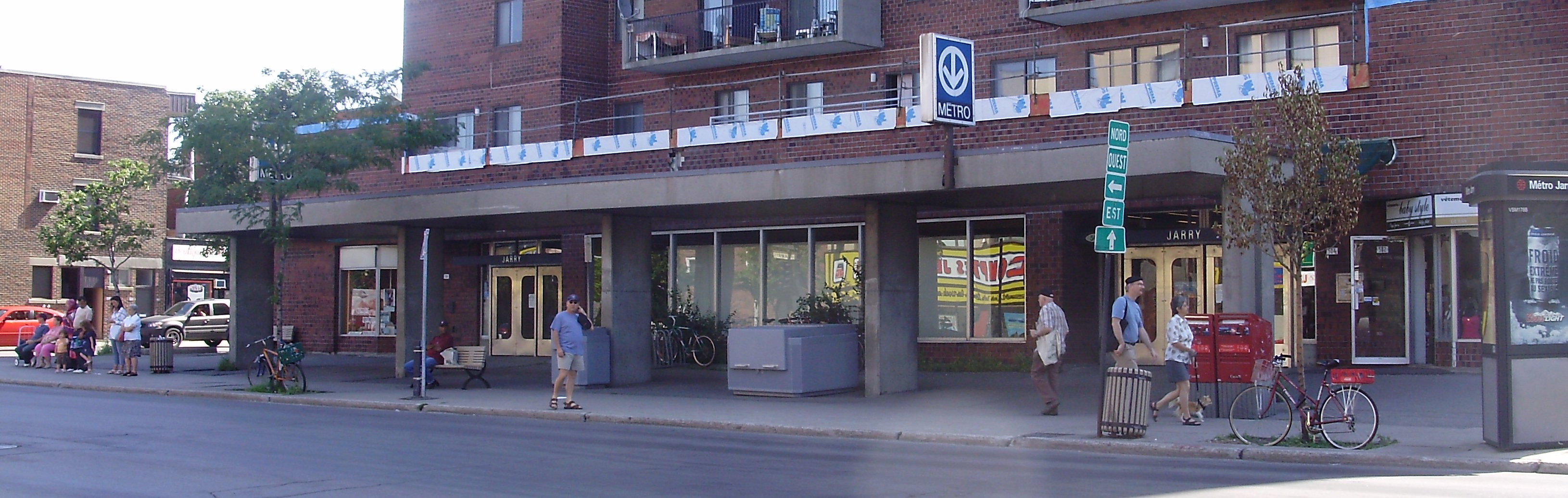
Eingang zur Station

Die vom Architekturbüro Lemoyne, Bland, Edwards & Shine entworfene Station entstand in Form eines Tunnelbahnhofs. Die Wände der Bahnsteige bestehen aus grauen Keramikscheiben, die Böden aus braunen Ziegeln. Visuell weitaus interessanter gestaltet ist der Zugangstunnel am nördlichen Ende. Er besitzt eine gewölbte Decke mit diamentenförmigen Elementen, die von fluoreszierenden Röhren beleuchtet werden. Der in leuchtenden Grundfarben bemalte Eingangsbereich ist in das Erdgeschoss eines Wohnblocks integriert.
In 12,2 Metern Tiefe befindet sich die Bahnsteigebene mit zwei Seitenbahnsteigen. Die Entfernungen zu den benachbarten Stationen, jeweils von Stationsende zu Stationsanfang gemessen, betragen 977,10 Meter bis Jean-Talon und 825,60 Meter bis Crémazie. Es bestehen Anschlüsse zu vier Buslinien und einer Nachtbuslinie der Société de transport de Montréal. In der Nähe befindet sich der Parc Jarry.

## Geschichte
Die Eröffnung der Station erfolgte am 14. Oktober 1966, zusammen mit dem Teilstück Place-d’Armes–Henri-Bourassa der orangen Linie. Jarry gehört somit zum Grundnetz der Montrealer Metro. Etwas mehr als vier Jahre zuvor, am 23. Mai 1962, erfolgte hier der Spatenstich für das Metronetz insgesamt. Namensgeber ist die Rue Jarry, benannt nach Bernard Bleignier dit Jarry. Dieser erhielt im Jahr 1700 ein Grundstück zugesprochen, auf dem später das Dorf Saint-Laurent entstand.